# USS Growler (SSG-577)
L'USS Growler (SSG-577) a été l'une des premières tentatives de la marine des États-Unis de mettre en service un sous-marin lanceur de missiles qui fournirait une dissuasion nucléaire.
Construit pour utiliser le missile de croisière Regulus I, le Growler était le deuxième et dernier sous-marin de la classe Grayback, le quatrième navire de la marine américaine à porter le nom du poisson Growler (l'achigan en français). Étant donné que les programmes Regulus I et Regulus II avaient des problèmes, le Growler et le Grayback ont été les deux seuls sous-marins construits dans cette classe, car l'US Navy a concentré ses efforts de dissuasion nucléaire sur des missiles balistiques lancés par sous-marins (SLBM), c'est-à-dire le programme de missiles Polaris.
Ce qui rend Growler et sa classe inhabituels, c'est son armement nucléaire, déployé sur un sous-marin diesel-électrique conventionnel (non propulsé par l'énergie nucléaire). Sa mission était de fournir une capacité de dissuasion nucléaire au large de la côte pacifique de l'Union soviétique de 1958 à 1964.

## Construction

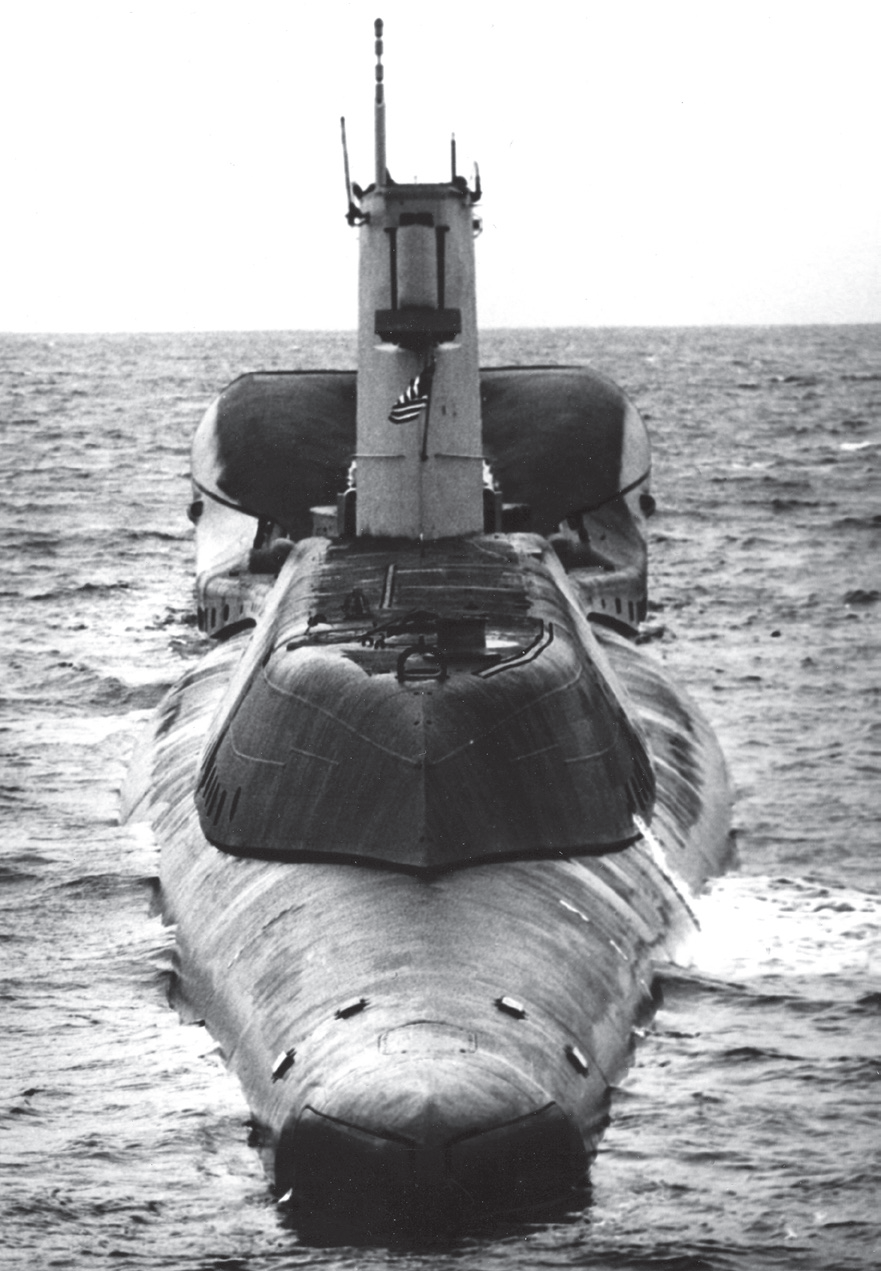
Vue avant de USS Growler (SSG-577)

La quille du Growler a été posée le 15 février 1955 par le chantier naval de Portsmouth de Kittery, dans le Maine. Il a été lancé le 5 avril 1958 parrainée par Mme. Robert K. Byerts, veuve du commandant Thomas B. Oakley, Jr. Growler clancé à Portsmouth le 30 août 1958 avec le capitaine de corvette Charles Priest, Jr., aux commandes.

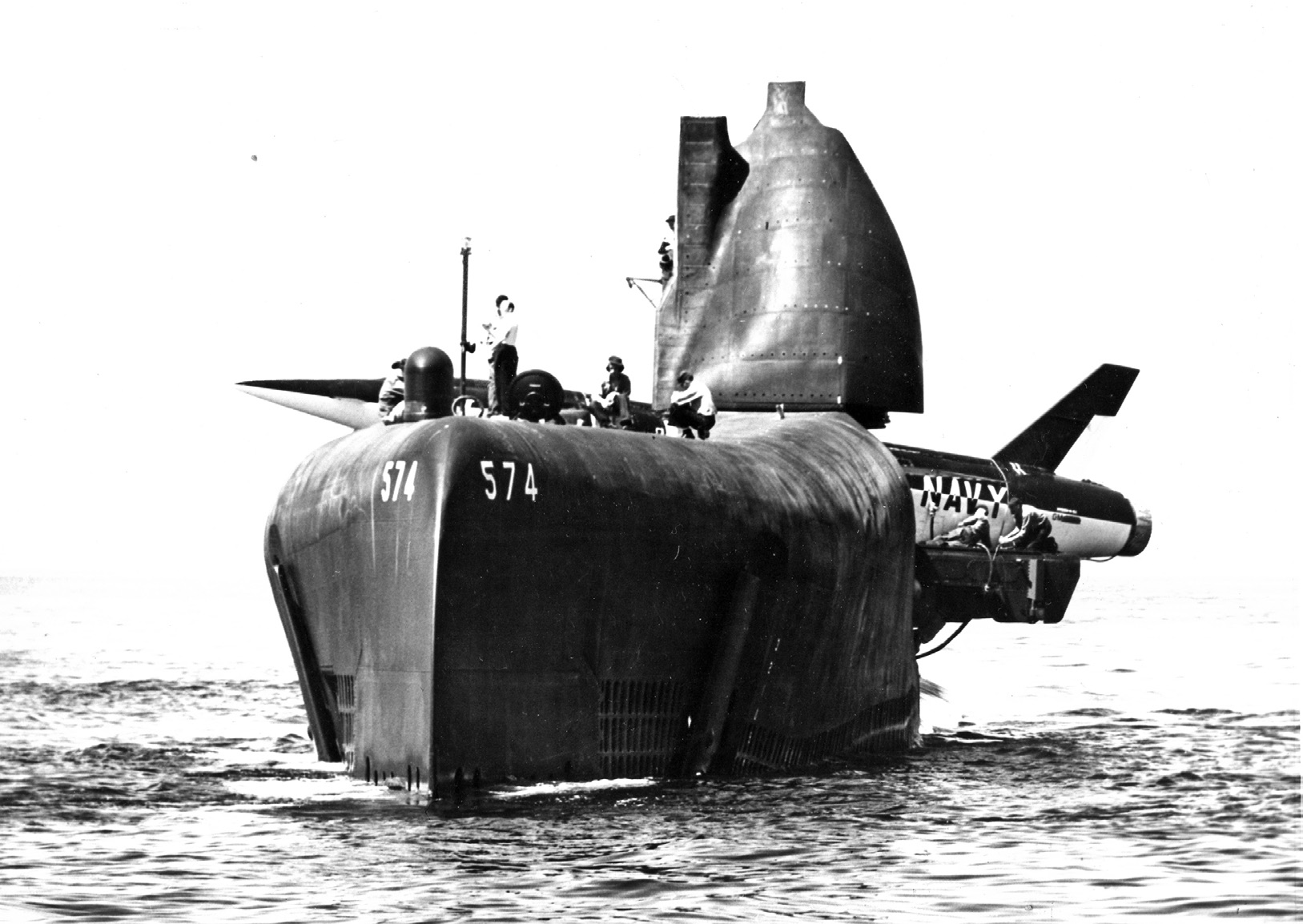
Grayback (SSG-574) avec missile Regulus 2.

Après des exercices d'entraînement au large de la côte est, le Growler a navigué vers le sud pour sa croisière de préparation, arrivant à la station navale de Roosevelt Roads, à Porto Rico, le 19 février 1959. Après un bref retour à Portsmouth, il est retourné dans la mer des Caraïbes en mars pour s'entraîner au lancement de missiles de croisière nucléaires Regulus I et Regulus II, assistée par l' USS Runner, qui était l'un des nombreux sous-marins équipés d'un équipement de guidage Regulus. Le Growler est retourné à Portsmouth le 19 avril via Fort Lauderdale, en Floride, et New London, Connecticut .

## Histoire opérationnelle
Le Growler s'est ensuite rendu dans le Pacifique via Norfolk, Virginie, Key West, Floride et le canal de Panama, en arrivant à Pearl Harbor le 7 septembre pour servir de navire amiral de la 12e division sous-marine. À Pearl Harbor, le sous-marin porteur de missiles guidés a participé à une variété d'exercices de bataille et de torpilles ainsi qu'à la pratique des missiles avant de commencer sa première mission de dissuasion Regulus. Au cours de cette mission, qui a duré du 12 mars au 17 mai 1960, le Growler a quitté Hawaï avec un chargement complet de missiles Regulus mer-surface, armés d'ogives nucléaires, et a exécuté sa patrouille en mode furtif total. Leurs patrouilles pouvaient durer deux mois ou plus d'affilée et les obligeaient à rester immergés pendant des heures et même des jours — ce qui est dérisoire par rapport aux patrouilles de sous-marins lance-missiles à propulsion nucléaire, mais était une tension pour l'équipage d'un diesel, bâtiment beaucoup plus petit. Il est traditionnel que les entrées de journal pour 00:00 (minuit) le jour de l'an soient faites en vers. Le 1er janvier 1961, au cours de la deuxième patrouille de Growler, le lieutenant (jg ) Bruce Felt a écrit : « Pas notre idée du plaisir et de la bonne humeur / Mais faire notre travail pour assurer de nombreuses Nouvels Ans ».
Selon le documentaire Regulus: les premiers sous-marins nucléaires, l'objectif principal du Growler en cas d'échange nucléaire serait d'éliminer la base navale soviétique de Petropavlovsk-Kamchatsky. Les patrouilles effectuées par le Growler et le Grayback  représentaient les premières patrouilles dissuasives de l'histoire de la marine sous-marine, précédant celles effectuées par les sous-marins lance-missiles Polaris.
De mai 1960 à décembre 1963, Growler a effectué neuf de ces patrouilles de mission dissuasives, dont la quatrième, terminée à Yokosuka, au Japon, le 24 avril 1962, alors que la Marine déployait l'une de ses armes les plus récentes.

## Déclassement et deuxième vie

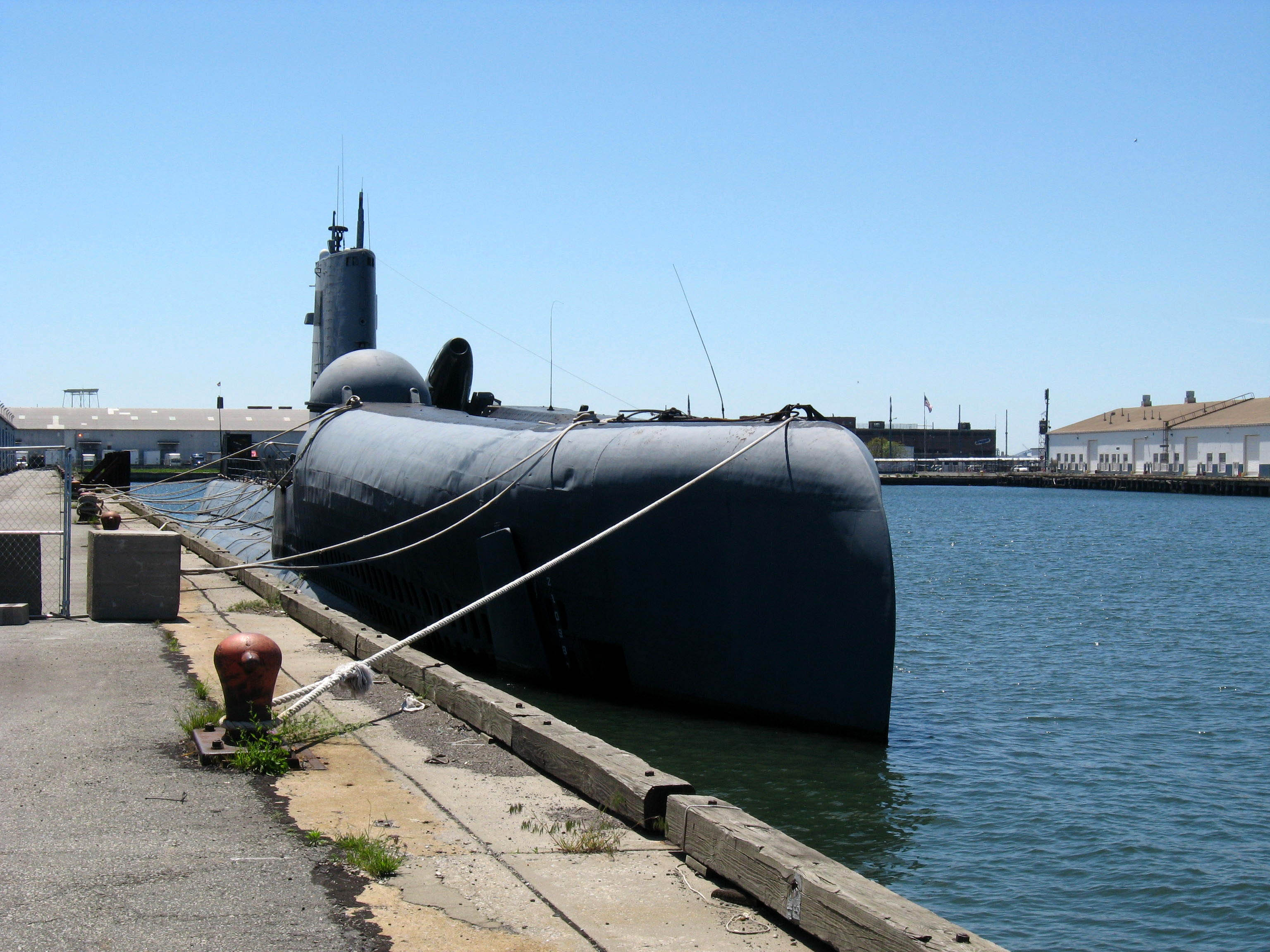
Dans le bassin atlantique, Brooklyn, 2008

De retour au chantier naval de Mare Island, en Californie, le Growler a été mis hors service le 25 mai 1964 et a été placé en réserve. Il a d'abord été transférée à la section de la flotte inactive du chantier naval de Puget Sound à Bremerton, dans l'État de Washington, puis a été transféré au chantier naval de Philadelphie. Il a été rayé du registre des navires de guerre le 1er août 1980 et devait être utilisée comme cible de torpille. Cependant, le 8 août 1988, le Congrès l'a cédé à Zachary Fisher, président du Intrepid Sea, Air & Space Museum de New York.
En raison des rénovations de l'ensemble du complexe Intrepid Sea, Air & Space Museum, y compris USS Intrepid et Pier 86, le Growler a été remorqué à Brooklyn pour des réparations. Les trous trouvés rouillés dans la coque compliquaient les choses et poussaient les coûts de réparation au-delà de 1,5 million de dollars. Le Growler est retourné au Pier 86 fin février 2009 et a été rouvert au public le 21 mai 2009, lors de la célébration de la Fleet Week 2009 du musée Intrepid.

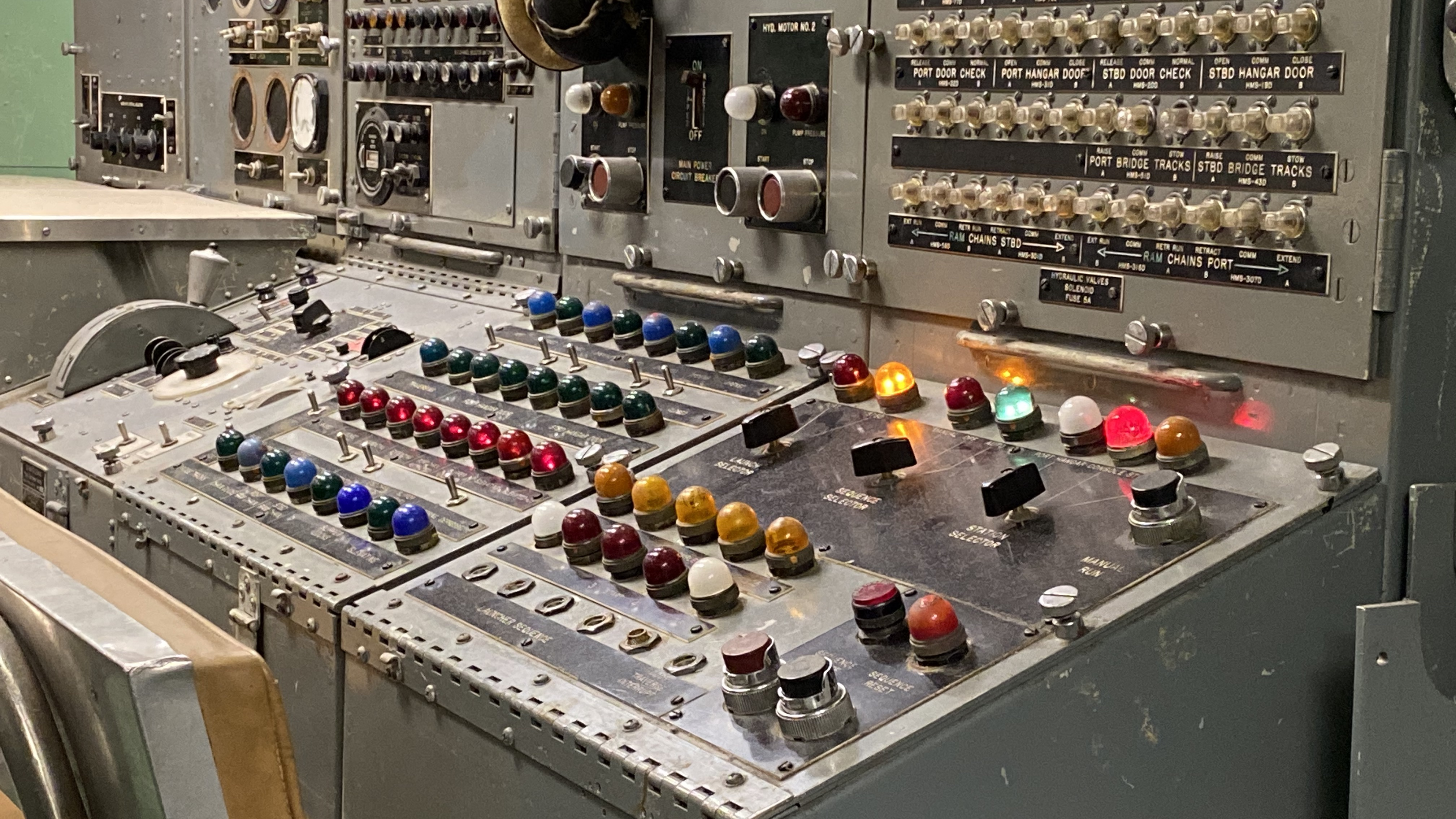
Cette salle de contrôle autrefois classifiée est l'endroit où les équipages à bord du USS Growler configureraient et tireraient le missile de croisière nucléaire Regulus I.

## Le Growler aujourd'hui
L'ancien USS Growler (seuls les navires et bateaux actifs peuvent utiliser "USS") est le seul sous-marin porteur missiles nucléaires ouvert au public aux États-Unis. Comme les zones d'informations sur le sous-marin du Pier 86 sont spacieuses, les visiteurs sont encouragés à apprendre et à prendre autant d'informations que possible dans les premières parties de la visite avant d'entrer dans le sous-marin. Une fois à bord, les files d'attente peuvent se déplacer rapidement et la possibilité de poser des questions au personnel est limitée, mais encouragée.

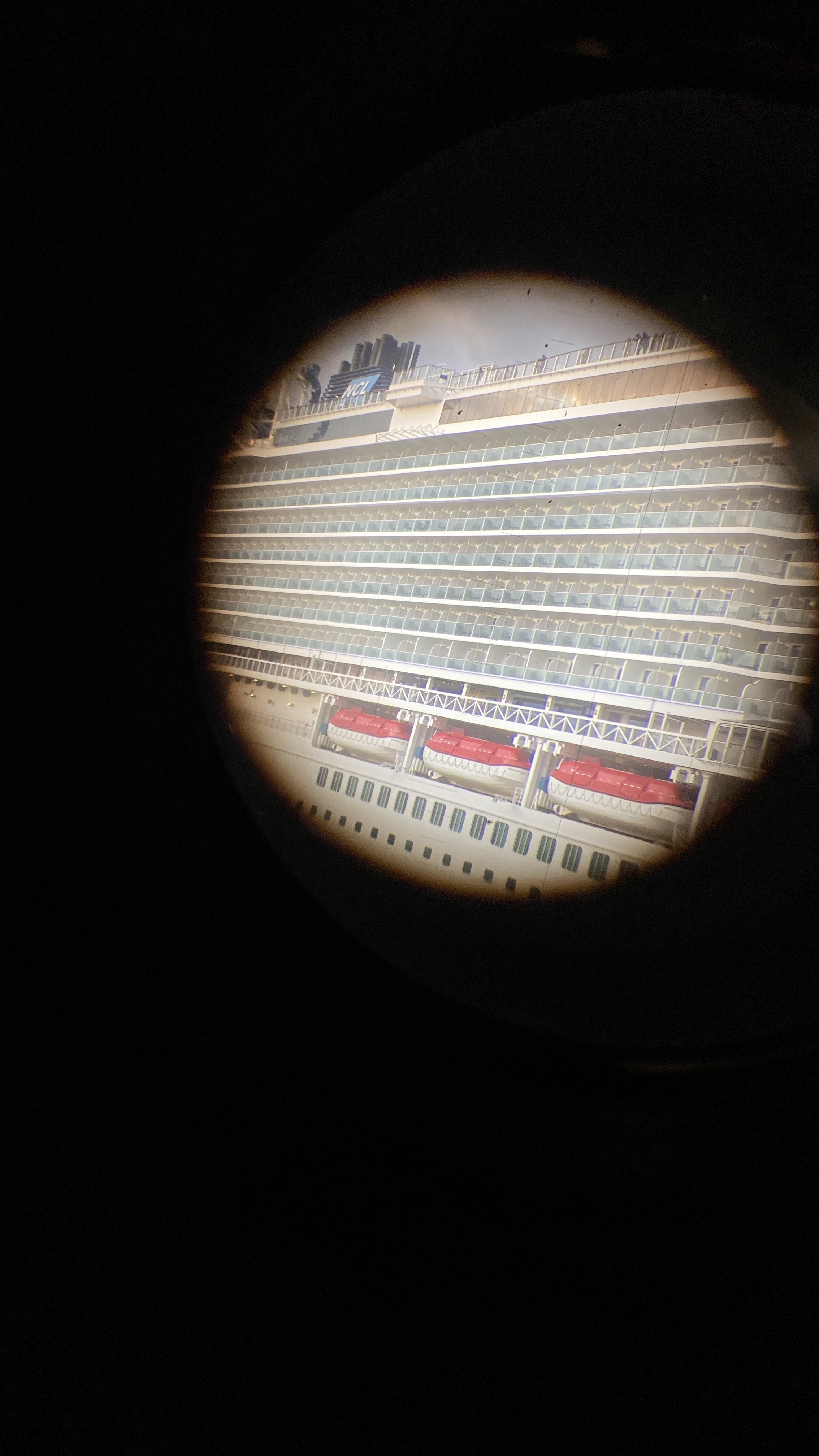
Le périscope d'attaque à bord de l'USS Growler fonctionne toujours. Ici, on aperçoit le bateau de croisière Norwegian Bliss, amarré à côté de lui à New York.